# Отрезки (земля)
Отре́зки (бел. адрэзкі, укр. відрізки) — насильно отрезанные от крестьянских наделов земли в пользу помещиков во время проведения крестьянской реформы 1861 года. Согласно «Положениям», по которым осуществлялась реформа, помещикам предоставлялось право забирать так называемые излишки земли у крестьян без их на то согласия, если крестьянское землевладение превышало заново установленные нормы наделов или если после выделения крестьянских наделов у помещиков оставалось меньше: В Черниговской и Полтавской губерниях — одной трети, на юге — половины земельной площади, принадлежащей им до реформы. 
Поскольку существующие до 1861 года нормы земельных наделов реформой занижались, то помещики широко использовали предоставленное им право на отрезки. На юге Украины, где в дореформенный период крепостные часто не имели постоянного надела, а пользовались землёй «при необходимости», «по мере силы каждого» или «по указанию помещика», отрезки нередко достигали 50—70 % крестьянских земель, на Левобережье во многих местах они превышали 40 % дореформенных наделов. В этих районах Юго-Западного края отрезки на 4 % превышали аналогичные по чернозёмным по сравнению с другими территориальными единицами Российской империи. Только крепостным юго-западного края, чтобы отвлечь их от польского восстания 1863—1864 годов, было возвращено утраченные ими после инвентарных правил 1847—1848 годов 18 % земли в виде непригодных для возделывания «прирезков». Используя малоземелье крестьян, помещики сдавали им отрезки в аренду за отработки. В течение полувека крестьянство настойчиво добивалось возвращения отрезков. Только после проведения столыпинской аграрной реформы вопрос с отрезками был снят.